# Fuglafjørður

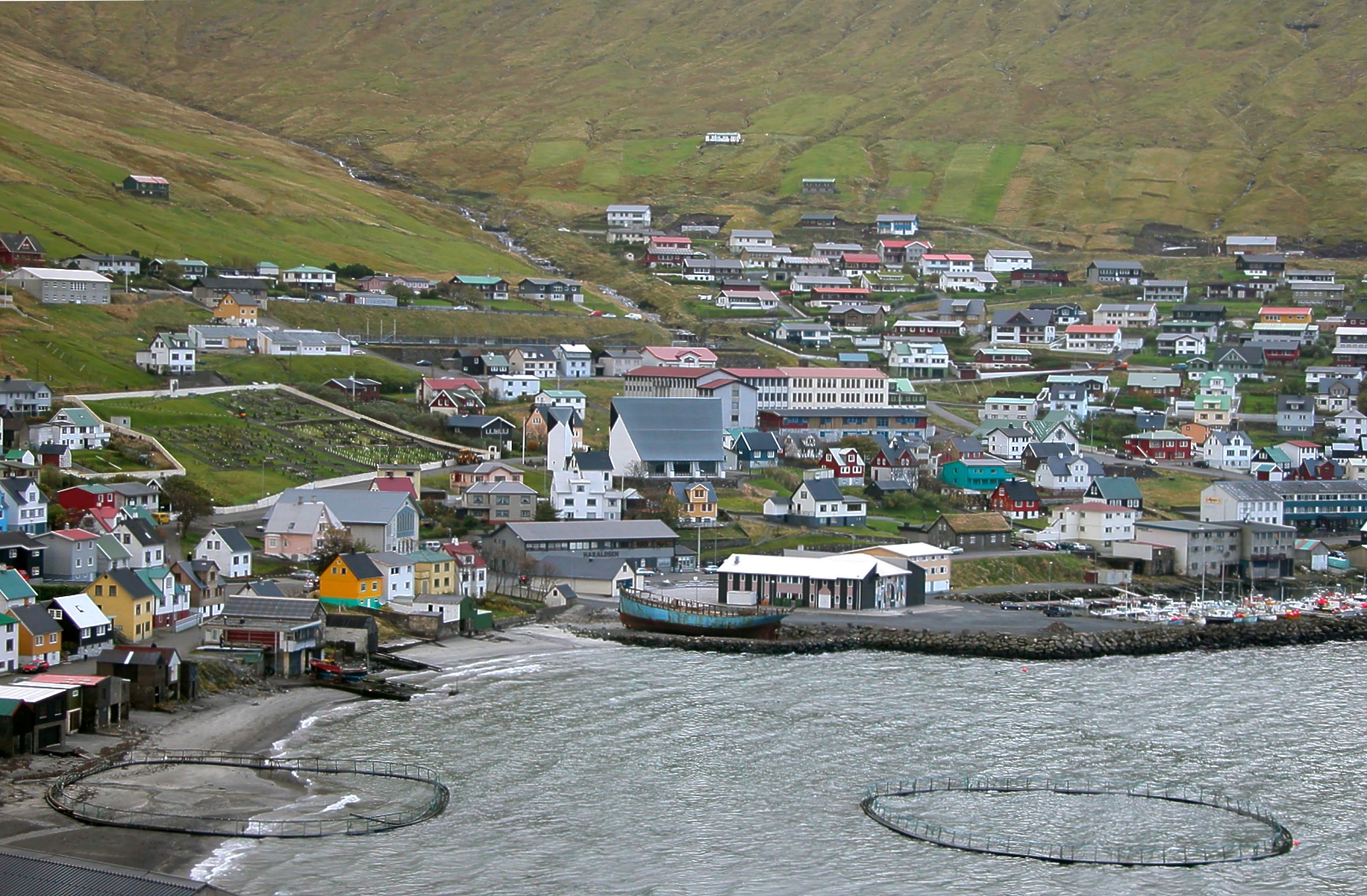
Blick über die kleine Sandbucht am Ende des Hafens auf die Stadt mit ihrer charakteristischen Kirche (Bildmitte) und der großen Volksschule (rechts dahinter).

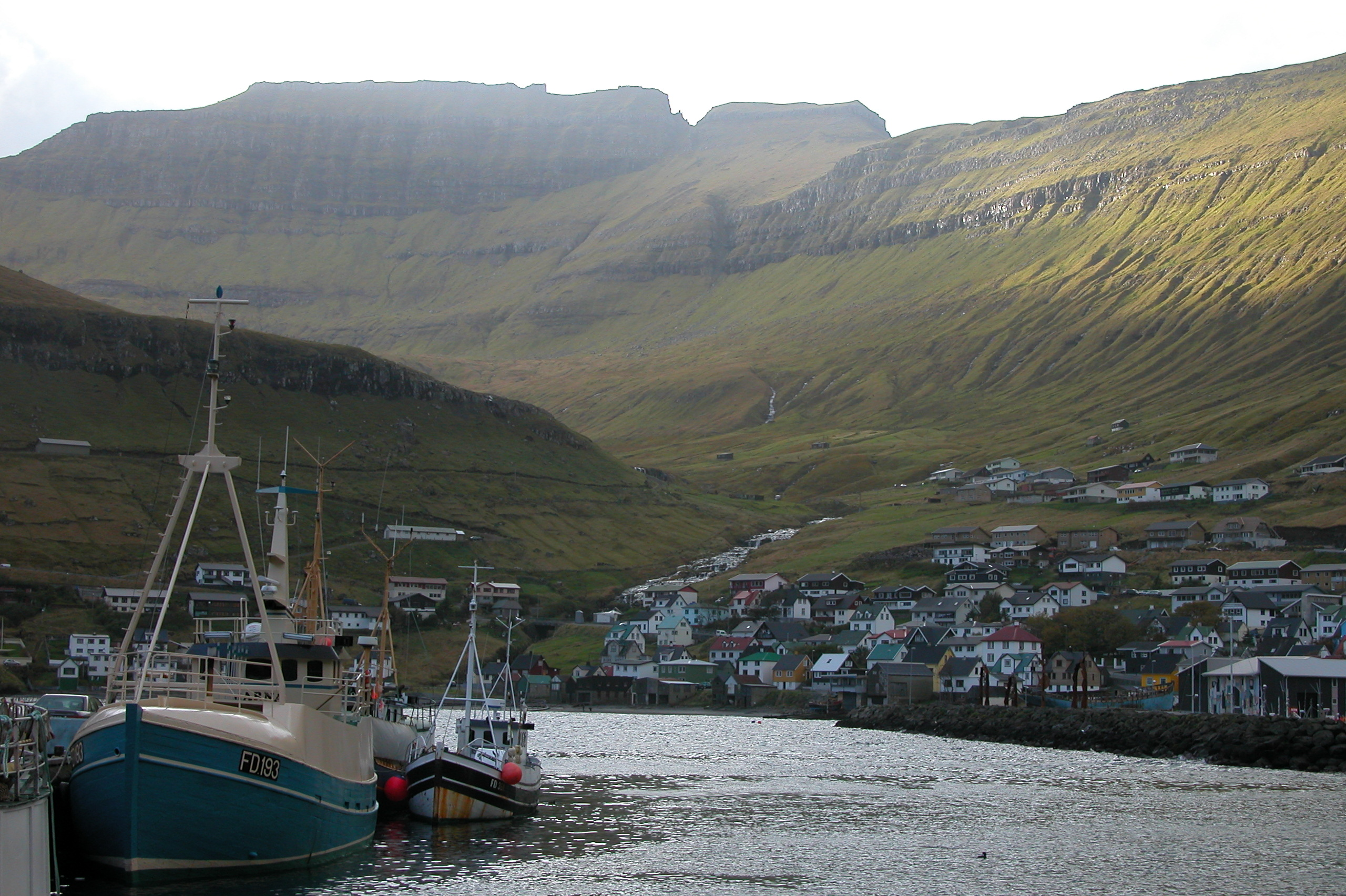
Ein anderer Teil des Hafens, hohe Berge im Hintergrund.

Fuglafjørður [ˈfʊklaˌfjøːɹʊɹ] (wörtlich: Vogelfjord) ist einer der größeren Orte der Färöer am gleichnamigen Fjord an der Ostküste von Eysturoy.
Zur Kommune Fuglafjørður gehören die Orte Hellurnar mit 26 Einwohnern im Norden und Kambsdalur mit 170 Einwohnern im Süden. Trotz seiner ca. 1500 Einwohner ist Fuglafjørður eine richtige Kleinstadt mit diversen Geschäften und Dienstleistungsangeboten.
Bedeutend für die Region ist der Hafen von Fuglafjørður mit seinem fast einen Kilometer langen Kai. Hier gibt es eine Fischindustrie und ein größeres Öldepot. Die international operierende Fischmehlfabrik Havsbrún ist der größte Arbeitgeber vor Ort. Vier Reedereien haben ihren Sitz in Fuglafjørður. Die Firma Vónin ist ein wichtiger Schiffsausrüster für Trawler und Fischkutter.

## Geschichte
Ausgrabungen haben ergeben, dass dieser Ort schon um 950 zur Wikingerzeit auf den Färöern besiedelt war. Ältester Fund sind die Fundamente eines Wohnhauses von über 10 m Länge und fast 6 m Breite am Bach Gjógvará, die 1956 bei Bauarbeiten entdeckt wurden. Ebenfalls aus dieser Zeit könnten die Fundamente eines Hauses stammen, die man 1965 bei Bauarbeiten im Bereich Kirkjuryggur fand. Schriftliche Aufzeichnungen existieren erst seit der Reformation auf den Färöern um 1540.
1781 gab es vier Ortsteile (býlingar): við Gjógvará, við Garð, í Toftum und á Áargarði. 1801, als die Färöer etwa 5000 Einwohner hatten, wohnten in Fuglafjørður 128 Menschen. Mitte des 19. Jahrhunderts kamen die Kleinsiedlungen á Trøðni, á Bakkanum und á Høvdanum hinzu. 1901 wohnten hier 325 Menschen. In den 1920er Jahren waren alle diese Siedlungen zusammengewachsen. In den 1940er Jahren entstanden die Siedlungen í Rossagerði (í neðra), í Fløtugerði und vestur á Horn. Die 1000-Einwohner-Grenze wurde 1945 überschritten. In den 1970er Jahren wurde eine Filiale Føroya Sparikassi eröffnet und entstanden die Siedlungen á Bjarnafløtum, í Toftabønum und Norður í Bø. 1981 kaufte die Kommune das damals unbebaute Gebiet von Kambsdalur, wo seit 1985 gesiedelt wird. Kann Fuglafjørður zu den ältesten Orten der Färöer gezählt werden, so ist Kambsdalur der jüngste.

## Kultur und Sport
In der Volksschule von Fuglafjørður unterrichten derzeit 36 Lehrer 354 Schüler von der 1. bis zur 10. Klasse. Im Schulgebäude befindet sich eine Wandmalerei der berühmten färöischen Maler Hans Hansen und Ingálvur av Reyni. Weiterführende Schulen sind im Schulzentrum von Kambsdalur. Fuglafjørður verfügt auch über eine Stadtbücherei.
Im Ort befindet sich mit dem Mentanarhúsið („das Kulturhaus“) ein wichtiger Veranstaltungsort, wo oft überregional bedeutende Konzerte stattfinden. Das Kulturhaus wurde vom Musiker Niels Midjord entworfen und ist bekannt für seine exzellente Akustik.
Im Ort ist man nicht nur stolz auf die vielen Chöre, sondern auch die jährliche Gemäldeausstellung heimischer Künstler. Der Bekannteste ist heute Øssur Mohr.
Neben dem Ítróttarfelag Fuglafjarðar (Fußball, Volleyball, Badminton, färöischer Rudersport), gibt es auch einen Schwimmverein mit eigener Schwimmhalle. Sonstiger Hallensport findet im Sportzentrum von Kambsdalur statt.
Südlich von Fuglafjørður gibt es die einzige Thermalquelle der Färöer, die Varmakelda. Alle zwei Jahre trifft man sich heute zum Volksfest Varmakeldustevna, wo die Ruderwettkämpfe um die nationale Meisterschaft im Mittelpunkt stehen (siehe dort).

## Religion
Die heutige moderne Kirche stammt von 1984. Ältere belegte Kirchenbauten gab es 1690, 1719, 1738 und 1840. Letztere war eine typisch färöische Holzkirche. 1871 wurde sie durch eine Steinkirche ersetzt, die 1981 abgerissen wurde.
Neben der Gemeinde der färöischen Volkskirche gibt es seit 1923 auch die Brüdergemeinden. 1928 kam Victor Danielsen nach Fuglafjørður und ließ sich hier als Missionar nieder. Danielsen übersetzte daraufhin in 20-jähriger Arbeit als erster die komplette Bibel ins Färöische, die 1949 herauskam.

## Verkehr und Tourismus
Etwa 4.000 Touristen besuchen Fuglafjørður jährlich. Die Stadt liegt am nördlichen Ende der Straße 65 von Norðragøta. Es besteht etwa 10-mal täglich eine Busverbindung mit der Linie 400 von Tórshavn über Kollafjørður, Oyrarbakki, Skálabotnur, Søldarfjørður und Leirvík.
Die Touristinformation von Fuglafjørður ist in der Stadtbücherei untergebracht. Sehenswert sind die oben erwähnten Reste des Wikingerhauses við Gjógvará, die moderne Kirche und die warme Quelle (s. u.).
Ein alter Wanderweg der Kategorie „mittelschwer“ führt 9 Kilometer über den Berg in Richtung Norden nach Hellurnar. Es besteht nach wie vor keine andere direkte Wegverbindung beider Orte miteinander. Um Hellurnar mit dem Auto zu erreichen, ist ein Umweg von ca. 25 km nötig.
Im Ort befinden sich ein Pfadfinderheim und ein beliebtes Fischrestaurant, das im dänischen Reiseführer Turen går til Færøerne mit drei Sternen zur höchsten Kategorie gezählt wird. Von Tórshavn aus werden abendliche Touren für den Restaurantbesuch arrangiert.

## Persönlichkeiten
- Jógvan á Lakjuni (* 1952), Politiker
- Øssur Mohr (* 1961), Kunstmaler